# El Rodezno
El Rodezno är en ort i Mexiko.   Den ligger i kommunen Pinal de Amoles och delstaten Querétaro Arteaga, i den centrala delen av landet, 200 km norr om huvudstaden Mexico City. El Rodezno ligger 1 967 meter över havet och antalet invånare är 152.
Terrängen runt El Rodezno är bergig åt nordost, men åt sydväst är den kuperad. Runt El Rodezno är det ganska tätbefolkat, med 52 invånare per kvadratkilometer. Närmaste större samhälle är Jalpan, 17,3 km öster om El Rodezno. I omgivningarna runt El Rodezno växer i huvudsak blandskog.